# Eva-Maria Kramm
Eva-Maria Kramm (* im 20. Jahrhundert) war eine deutsche Fernsehansagerin und Programmsprecherin des Südwestfunks (SWF) in Baden-Baden und der ARD sowie Schnittmeisterin (Cutterin).

## Leben
Über den beruflichen und privaten Lebensweg von Eva-Maria Kramm sind nur sehr wenige Informationen bekannt oder abrufbar. Neben ihrer Tätigkeit als Fernsehansagerin und Programmsprecherin für den Südwestfunk (SWF) in Baden-Baden und der ARD, hat sie auch hinter den Kulissen des Senders gearbeitet. Als Schnittmeisterin (Cutterin) war Eva-Maria Kramm u. a. an SWF-Produktionen wie Der heiße Draht (eine Folge 1975), Lagerstraße Auschwitz (1979) und Die Straße von Malacca (1989) beteiligt.